# Major League Baseball 2K6
Major League Baseball 2K6, enbart kallad MLB 2K6, är ett Major League Baseball licensierat basebollspel som utvecklats av Visual Concepts och publicerades av 2K Sports. Det är det enda 2006 MLB-licensierade spelet tillgängligt för Xbox 360 och Nintendo GameCube tillsammans med den ursprungliga Xbox. Den är också tillgänglig för PlayStation 2, men konkurrensen kommer i form av MLB 06: The Show från Sony Computer Entertainment's San Diego Studio.
Spelet har nya funktioner, som Inside Edge, World Baseball Classic, online-upplevelse och många fler. Det här spelet har också olika aspekter som är nya för basebollspel, bland annat fans som ropar, "swing stick", showboat fångar, fans som fångar bollar och power rankings.